# 애덤 윌리엄스

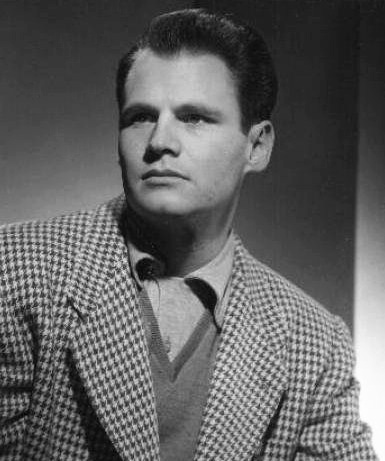

애덤 윌리엄스(Adam Berg, 1922년 11월 26일 ~ 2006년 12월 4일)는 미국의 배우, 장교, 텔레비전 배우이다.
로스앤젤레스에서 사망하였다. 사인은 림프종이다.

## 영화
- 텔시 루퍼 가방 1부 (2003년)
- 프린세스 다이어리 (2001년)
- 호스 인 더 그레이 플래늘 슈트 (1968년)
- 폴로우 미, 보이즈! (1966년)
- 마지막 일몰 (1961년)
- 추격 (1959년)
- 보난자 (1959년)
- 북북서로 진로를 돌려라 (1959년)
- 선셋 77번가 (1958년)
- 패션 전쟁 (1957년)
- 서부의 파라딘 (1957년)
- 더 랙 (1956년)
- 빅 히트 (1953년)
- 위다웃 워닝! (1952년)
- 날으는 해병대 (1951년)